# Saint-Léger-sur-Bresle
Saint-Léger-sur-Bresle település Franciaországban, Somme megyében. Lakosainak száma 78 fő (2022. január 1.). Saint-Léger-sur-Bresle Senarpont, Hodeng-au-Bosc és Neuville-Coppegueule községekkel határos.

## Népesség
A település népessége az elmúlt években az alábbi módon változott:
| Lakosok száma | 89   | 88   | 81   | 77   | 75   | 77   | 75   | 78   |
|               | 2013 | 2015 | 2017 | 2018 | 2019 | 2020 | 2021 | 2022 |